# Eñaut Zubikarai
Eñaut Zubikarai Goñi (* 26. února 1984, Ondarroa, Bizkaia) je španělský fotbalový brankář, od srpna 2016 působí v novozélandském klubu Auckland City.

## Klubová kariéra
Eñaut Zubikarai se narodil v baskickém městě Ondarroa. V letech 2003–2008 hrál za rezervní tým Realu Sociedad San Sebastián s výjimkou sezony 2005/06, během níž hostoval v klubu SD Eibar. Od roku 2008 je v A-týmu Realu Sociedad.
5. února 2014 v prvním utkání semifinále Copa del Rey odchytal dobrý zápas, který kalil jen vlastní gól, jenž stanovil konečný výsledek 2:0 pro soupeře – Barcelonu. Jeho spoluhráč z pole odkopával v blízkosti brány míč a trefil Zubikaraie tak nešťastně, že se od něj míč odrazil do brány.
V létě 2015 mu v Realu Sociedad skončila smlouva, poté byl až do ledna 2016 bez angažmá. Půl roku působil v portugalském týmu CD Tondela, v srpnu 2016 posílil novozélandský klub Auckland City.